# Carro de plataforma

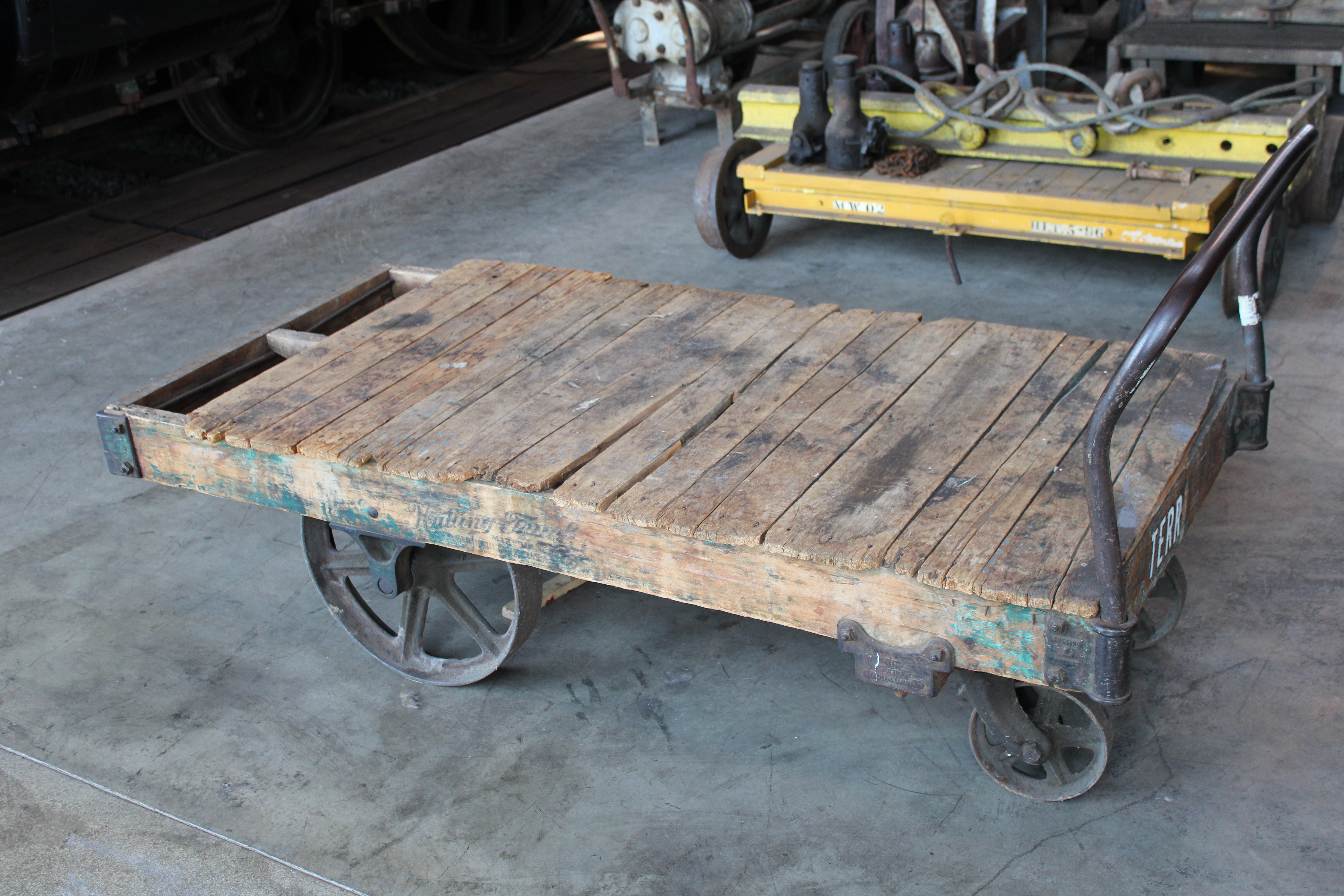
Carro de plataforma antiguo

Un carro de plataforma o carretilla de plataforma es una forma común de transporte de mercancías en entornos de distribución, para mover cargas a granel. Los carros pueden ayudar a reducir el esfuerzo necesario para mover una carga al permitir al usuario tirar o empujar en lugar de levantar y transportar.  Un diseño muy simple ofrece una plataforma plana básica con cuatro ruedas y un arco-asidero fijo  o abatible que se utiliza para empujar o tirar de la plataforma con o sin carga sobre ella. Sin la superficie plana se convierte en un carro de estructura abierta y sin el arco-asidero es una plataforma rodante . 

## Materiales
El marco de la plataforma suele estar fabricado de acero. La superficie plana primaria puede construirse con tablas de madera, plástico, acero o malla. Las ruedas de plataforma plana pueden variar enormemente, estar hechas de caucho macizo, neumáticas llenas de aire o de hierro fundido. Las ruedas son generalmente el componente del carro de plataforma que limita la seguridad dentro de su capacidad de trabajo .

## Tipos
Existen muchos tipos de carros de plataforma especializados, entre los que se pueden citar:

### Carro para equipaje
Un carro para equipaje se utiliza para mover equipaje en un aeropuerto, una estación de tren o una estación de autobuses.

### Carro para pianos
Un carro para pianos o plataforma rodante para pianos es un carro de dos o cuatro ruedas que cuenta con un marco más resistente de lo habitual.  Por lo general miden aproximadamente de 50 a 80cm de largo y son utilizados por las empresas de mudanzas para mover pianos. El carro del piano se coloca debajo del centro de masa del piano y permite girarlo sobre su eje para maniobrar alrededor de un edificio. Colocando el carro en un extremo del instrumento se pueden subir y bajar escaleras. En espacios reducidos, el piano se puede girar y apoyar sobre el carro. Las características típicas incluyen neumáticos de goma maciza, una construcción muy resistente y parachoques de goma gruesos en la parte superior y en los extremos. Antes de poder utilizar un carro de piano para mover un piano de cola, el piano debe estar protegido por una zapata de piano, un marco de madera que protege la superficie pulida y proporciona resistencia adicional a los lados.

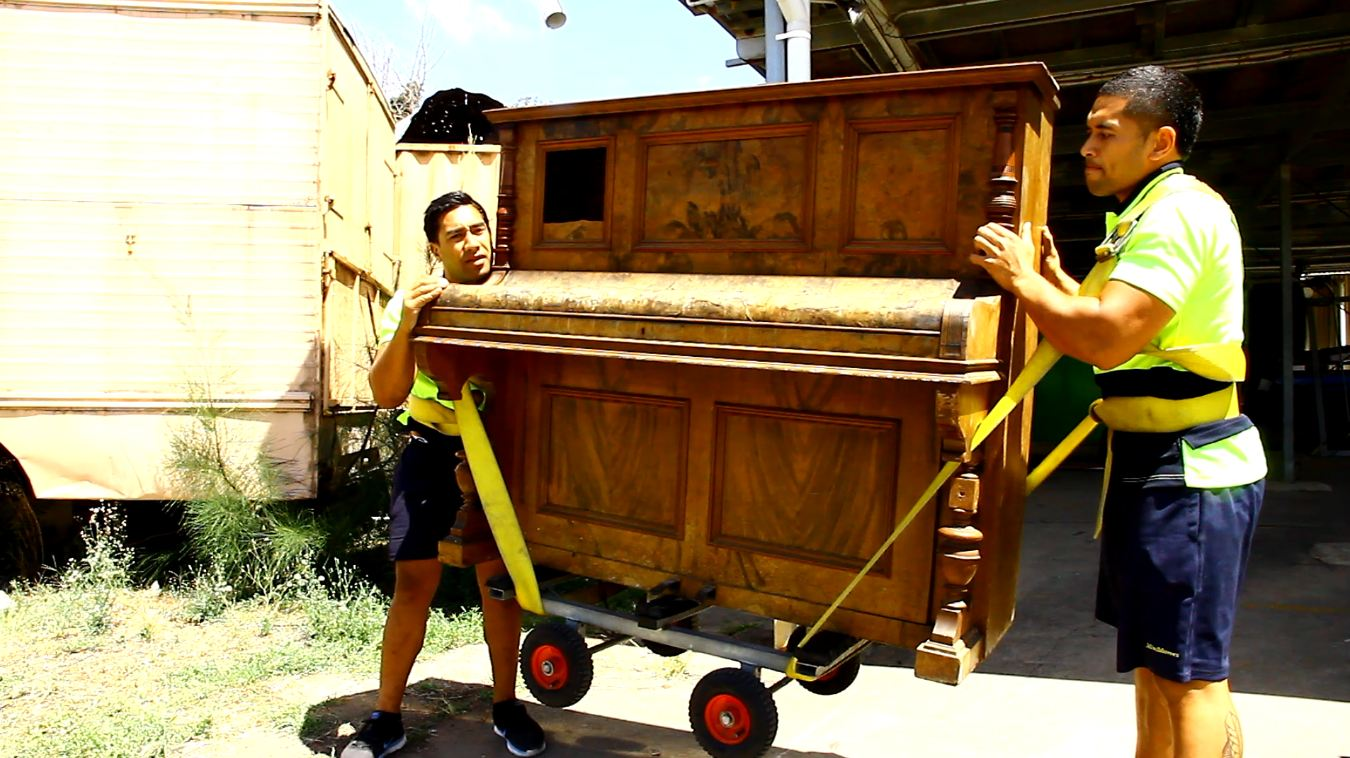
Los transportistas trasladan un piano vertical con un carro ycorreas pesadas conectadas aarneses de elevacion.
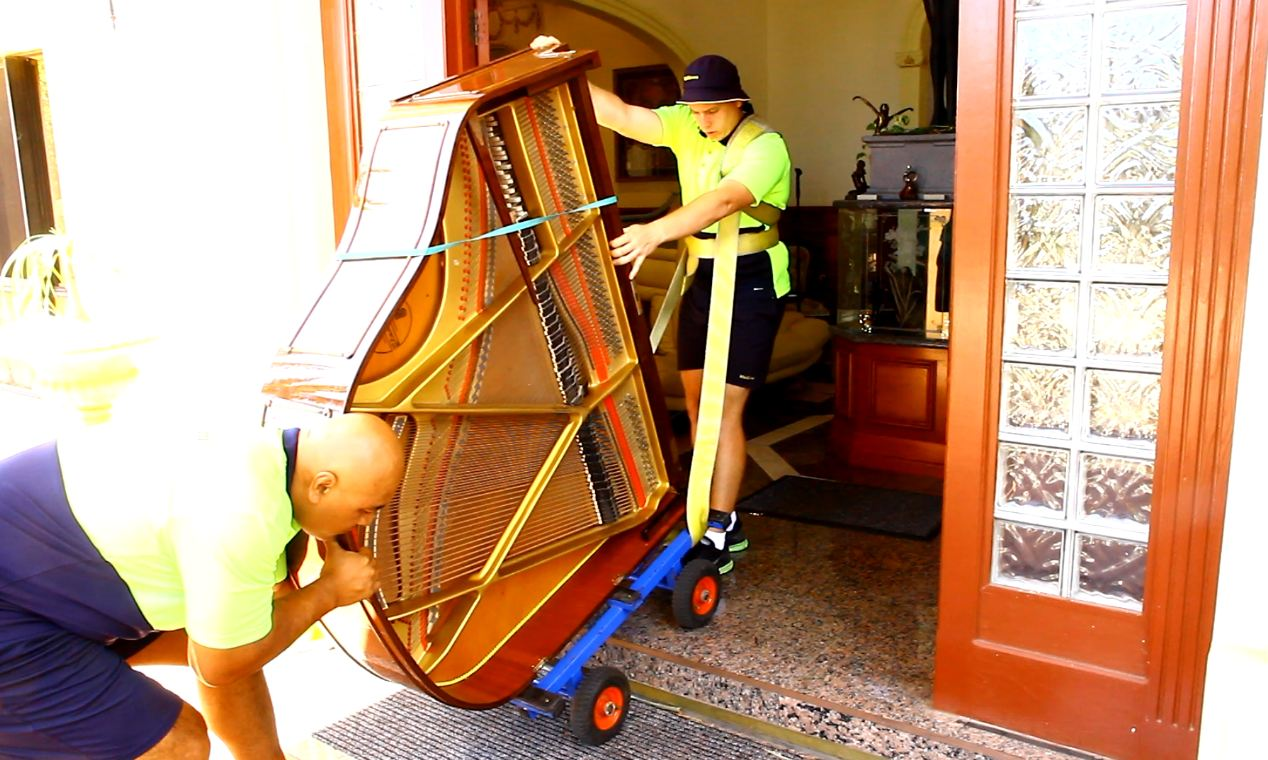
Carro utilizado para transportar un piano de media cola por las escaleras

### Carro tipo U-boat
Un carro U-boat se utiliza para mover y almacenar mercancías en comercios minoristas como tiendas de comestibles, y tiene dos asas altas en extremos opuestos de una plataforma plana.

### Carro balanceado
Los carros balanceados normalmente tienen ruedas montadas en un eje central para crear un punto de pivote y funcionan de manera similar a un balancín . Estas ruedas montadas centralmente permiten al operador girar el carro sobre un eje central, proporcionando un círculo de giro no mayor que la longitud del carro.

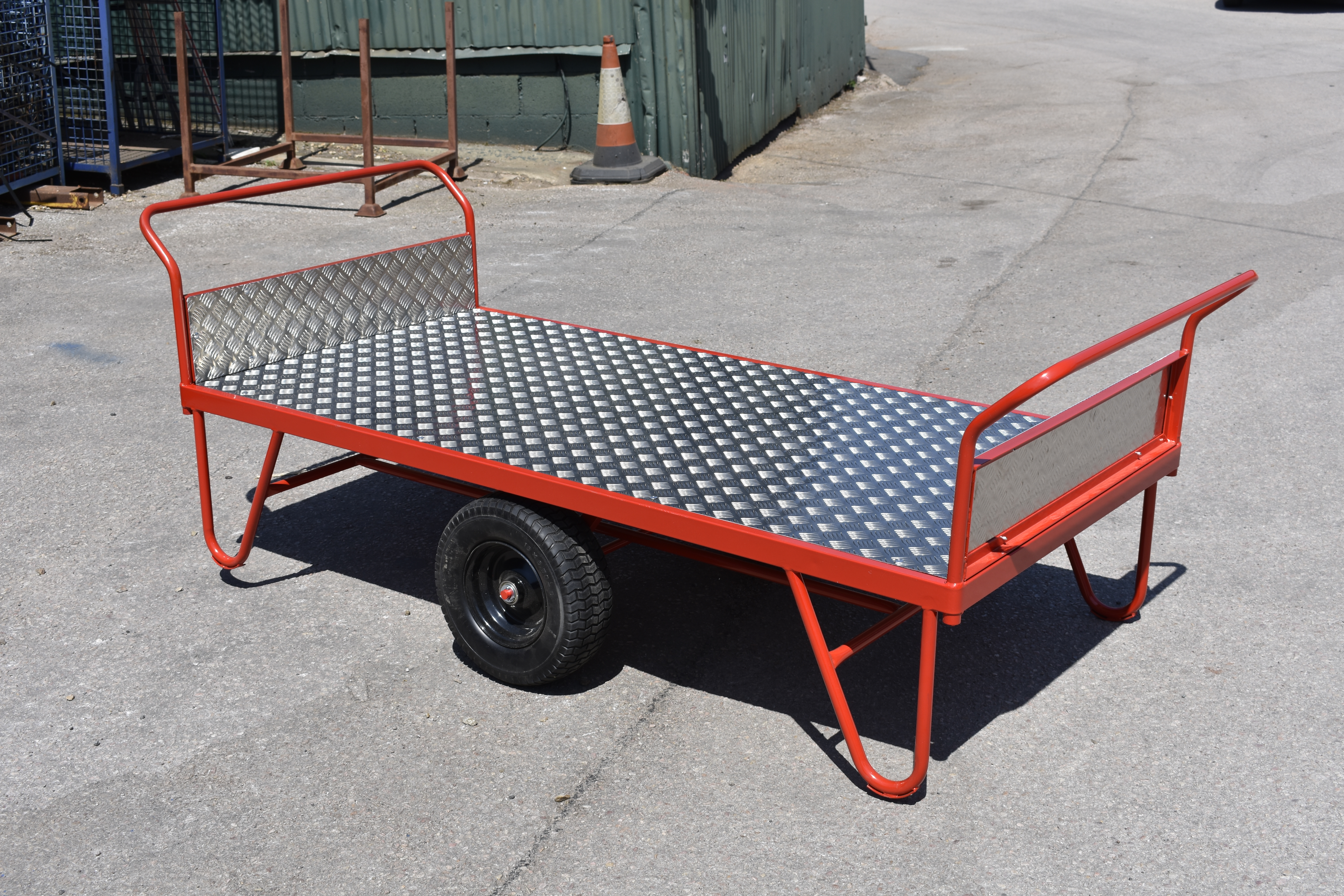
Carro balanceado

### Carro con plataforma giratoria
El carro que se muestra en la fotografía se denomina carro giratorio debido a su mecanismo de dirección. A diferencia de un carro de plataforma que está montado sobre ruedas, los carros giratorios están montados sobre ejes sólidos, lo que permite una capacidad de carga mucho mayor. Los ejes traseros están fijados al chasis, y las ruedas delanteras están unidas a un mecanismo de dirección que permite girar el carro cuando se mueve.

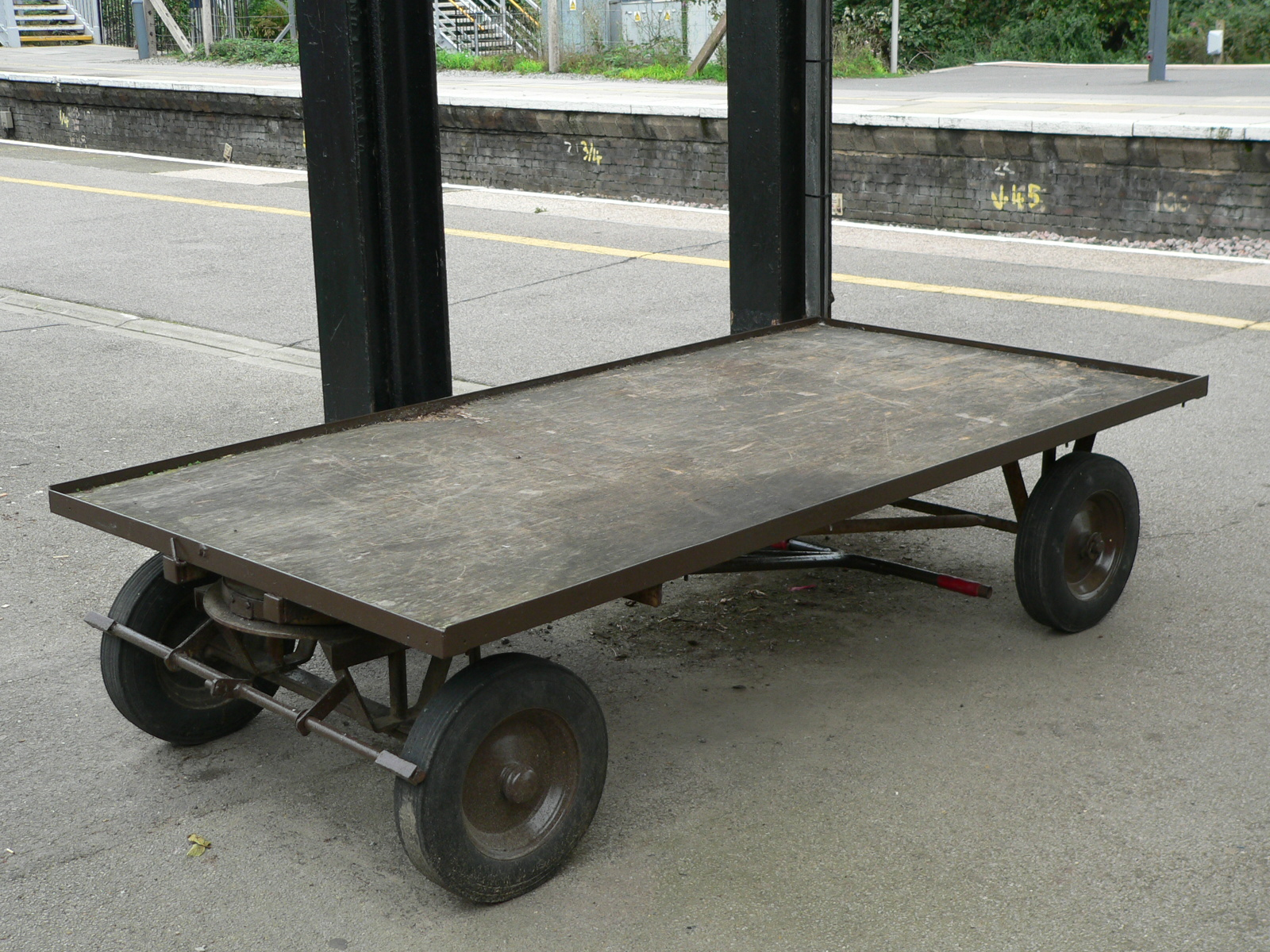
Carro con plataforma giratoria en una estación de tren

### Carro teledirigido o autónomo
Los sistemas de las fábricas modernas suelen rastrear digitalmente cada carro individual para facilitar los conocimientos de embarque automatizados. Los sistemas automatizados pueden tener carros operados de forma remota o autónomos para el transporte durante el almacenamiento y el acceso. 
 